# قرصعنة بحرية
القِرصَعنة البحرية أو البهشية البحرية (باللاتينية: Eryngium maritimum) نوع نباتي عشبي يتبع جنس القِرصَعنة من الفصيلة الشفوية.
تشبه القِرصَعنة البحرية البهشية في شكلها والقصوان الشائع من حيث أزهارها الحلقية الشكل ولكن تختلف ألوانها حيث أنها ذات لون أزرق معدني وليس بنفسجي فاتح. تنمو القِرصَعنة البحرية في الكثبان الرملية حيث يمكن أن يبلغ ارتفاعها ما بين 20 إلى 60 سنتيمتر. برغم من انتشار النبتة في القارة الأروبية إلى أنها باتت معرضة لخطر الانقراض من الكثير من المناطق لاسيما ألمانيا حيث انقرضت كليا في العديد من مقاطعاتها.

## الموئل والانتشار
موطنه الأصلي حوض البحر الأبيض المتوسط وأوروبا، حيث يتواجد في بلاد الشام والمغرب العربي ومعظم مناطق أوروبا.

## صور

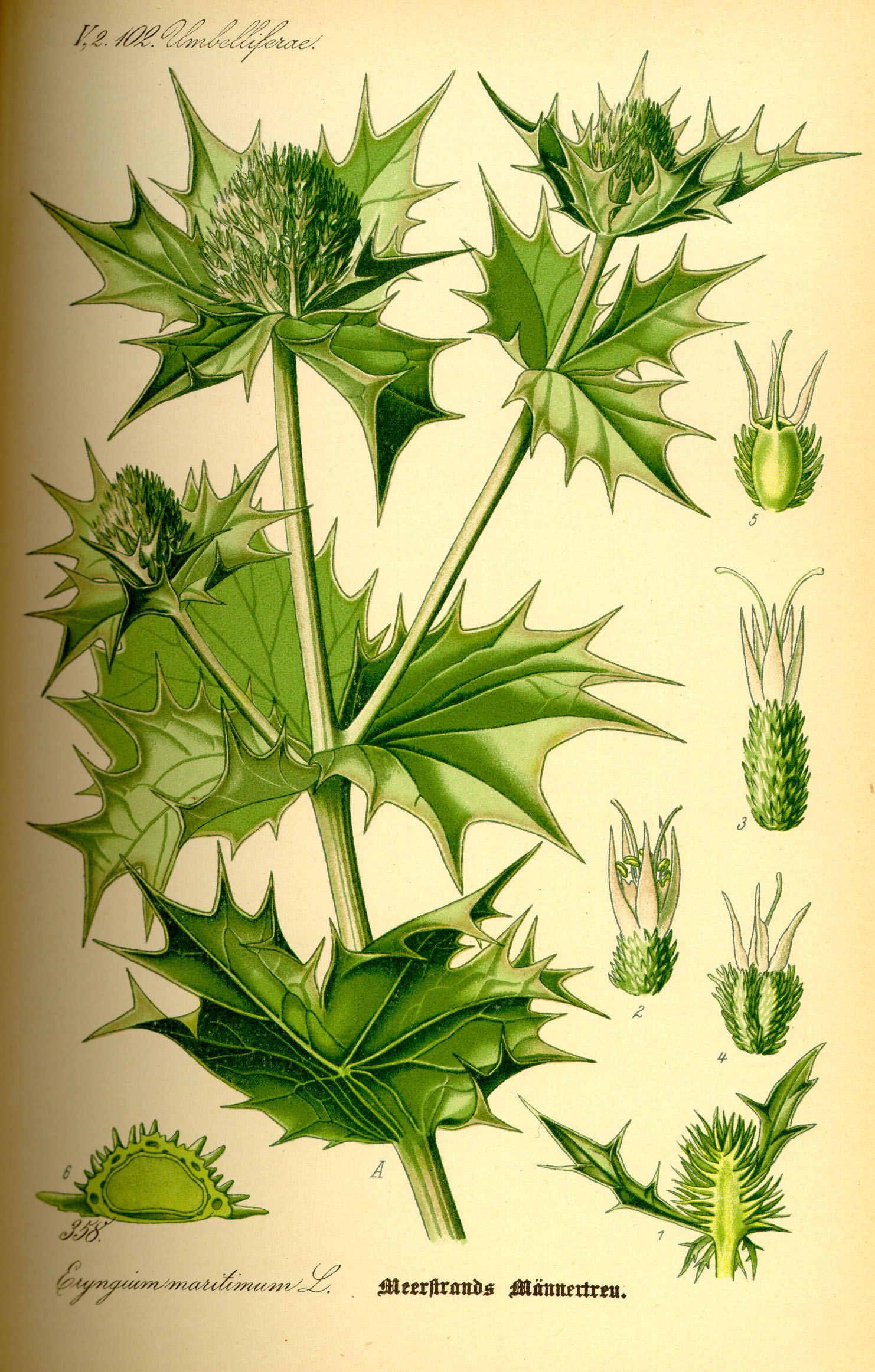
رسم للنبتة
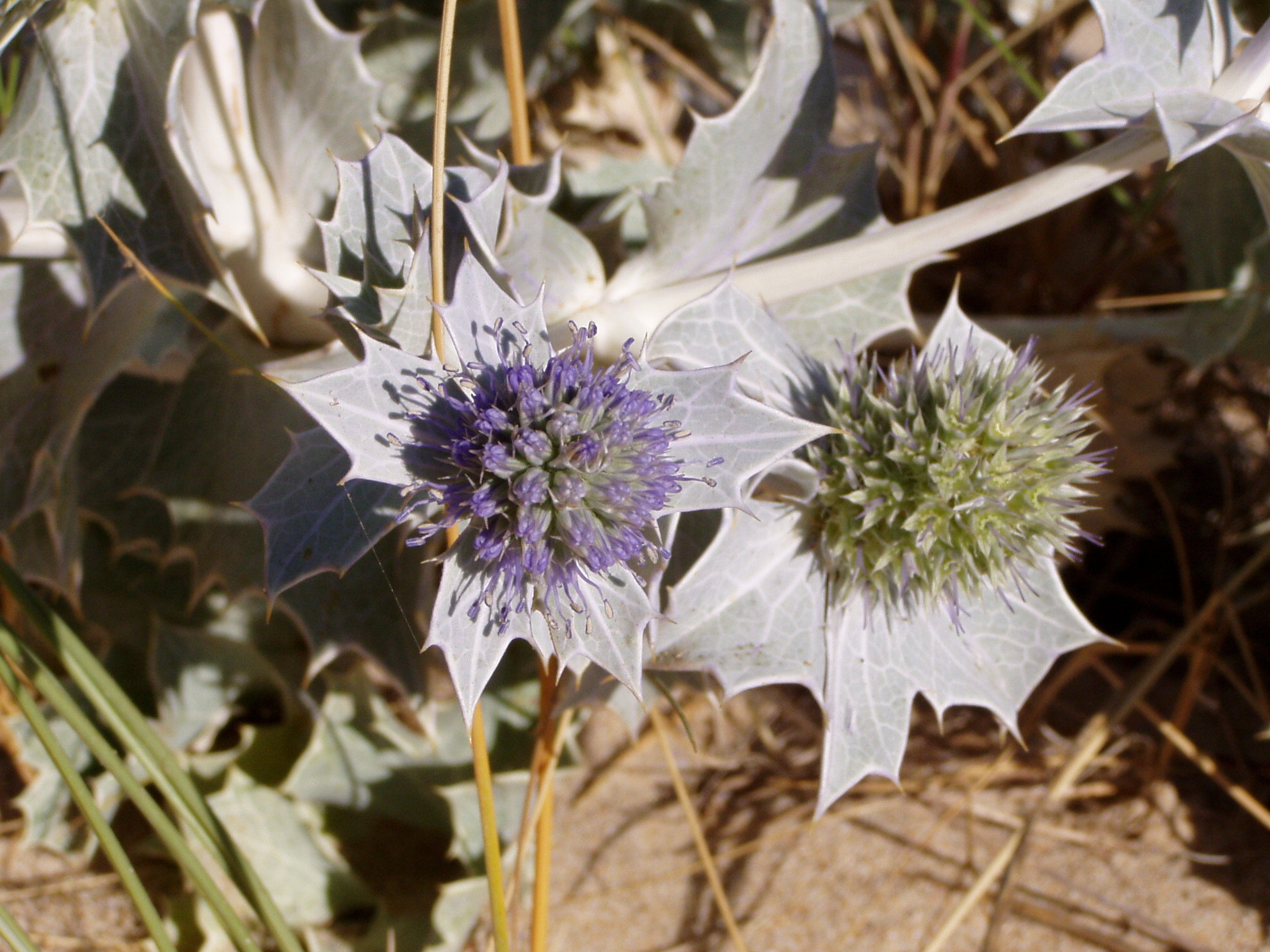
الأزهار في شاطئ ميا برايا في لاغوس في البرتغال
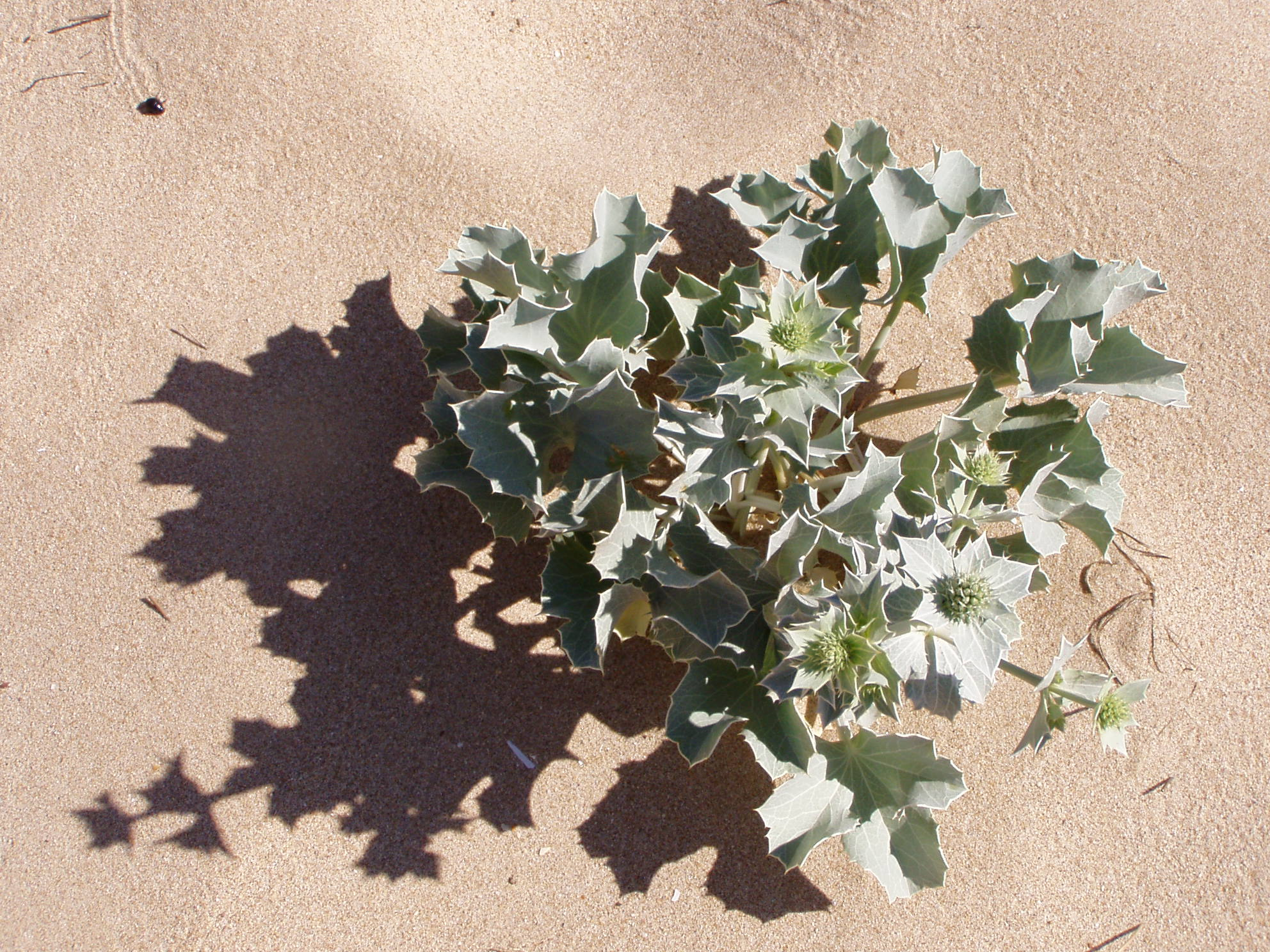
النبتة كاملة في شاطئ ميا برايا في لاغوس في البرتغال
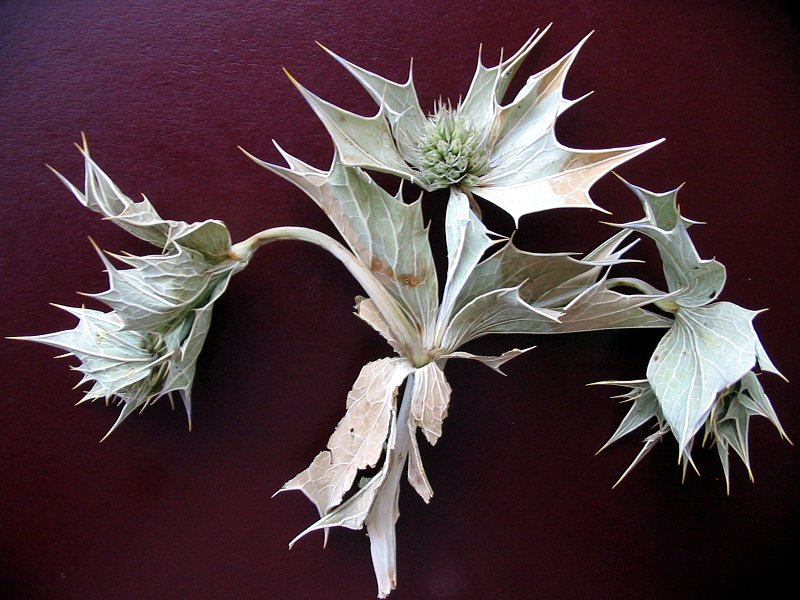
صورة التقطت سنة 2005 في ريفا بولندا
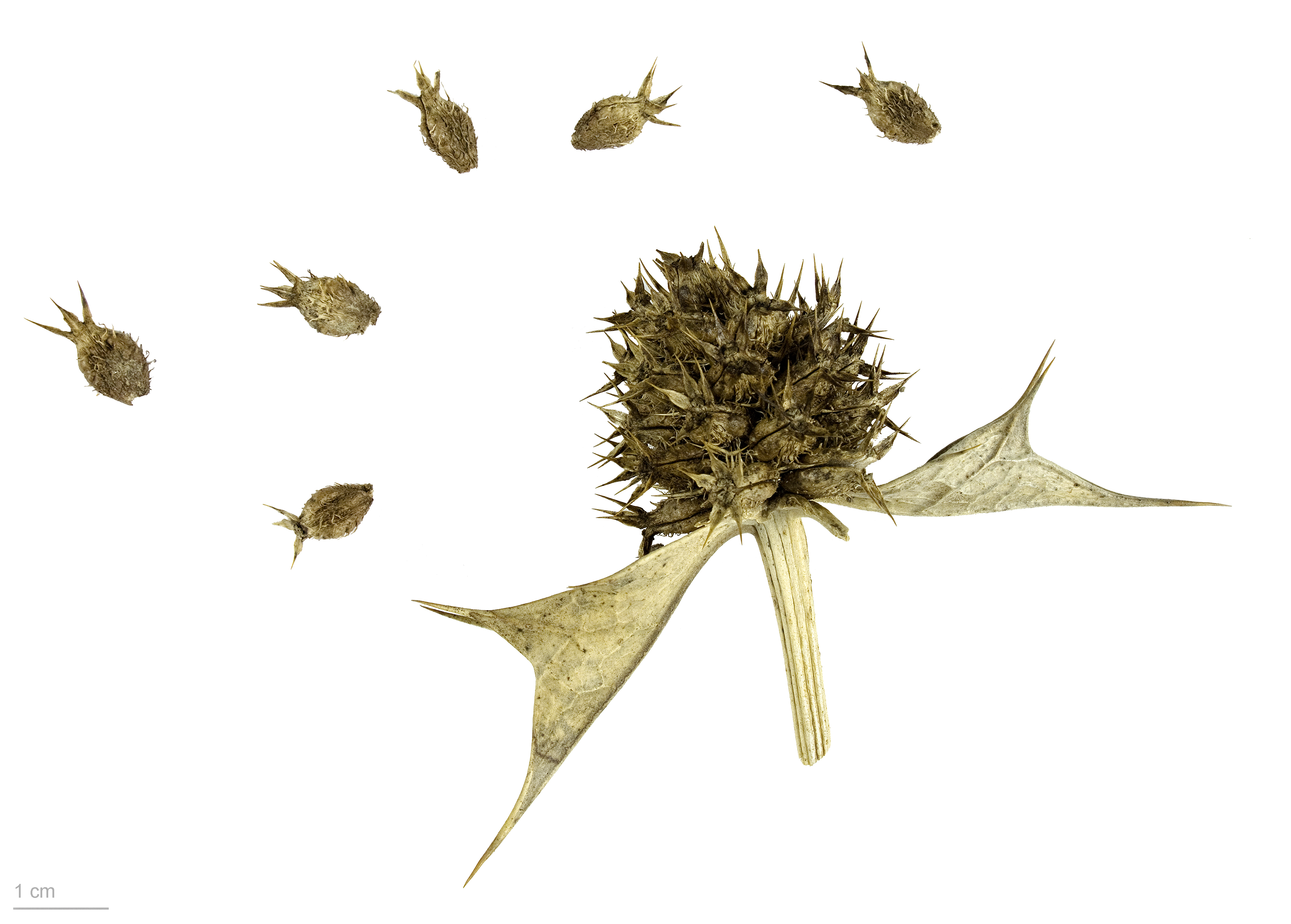
القِرصَعنة البحرية - متحف تولوز  [لغات أخرى]‏